# Beretta BM-59
 (novembre 2019).
Le Beretta BM-59 fut le fusil d'assaut de l'armée italienne de 1960 à 1990 environ. C'est un dérivé du M1 Garand construit par Beretta.
Comme le fusil américain, il possède une crosse fixe en bois. La sécurité est intégrée au pontet. L'arme fonctionne par emprunt des gaz et culasse rotative. Il reçoit une baïonnette : celle de l'USM1. Mais à la différence du Garand, il peut tirer par rafale et est alimenté par chargeur.

## Historique

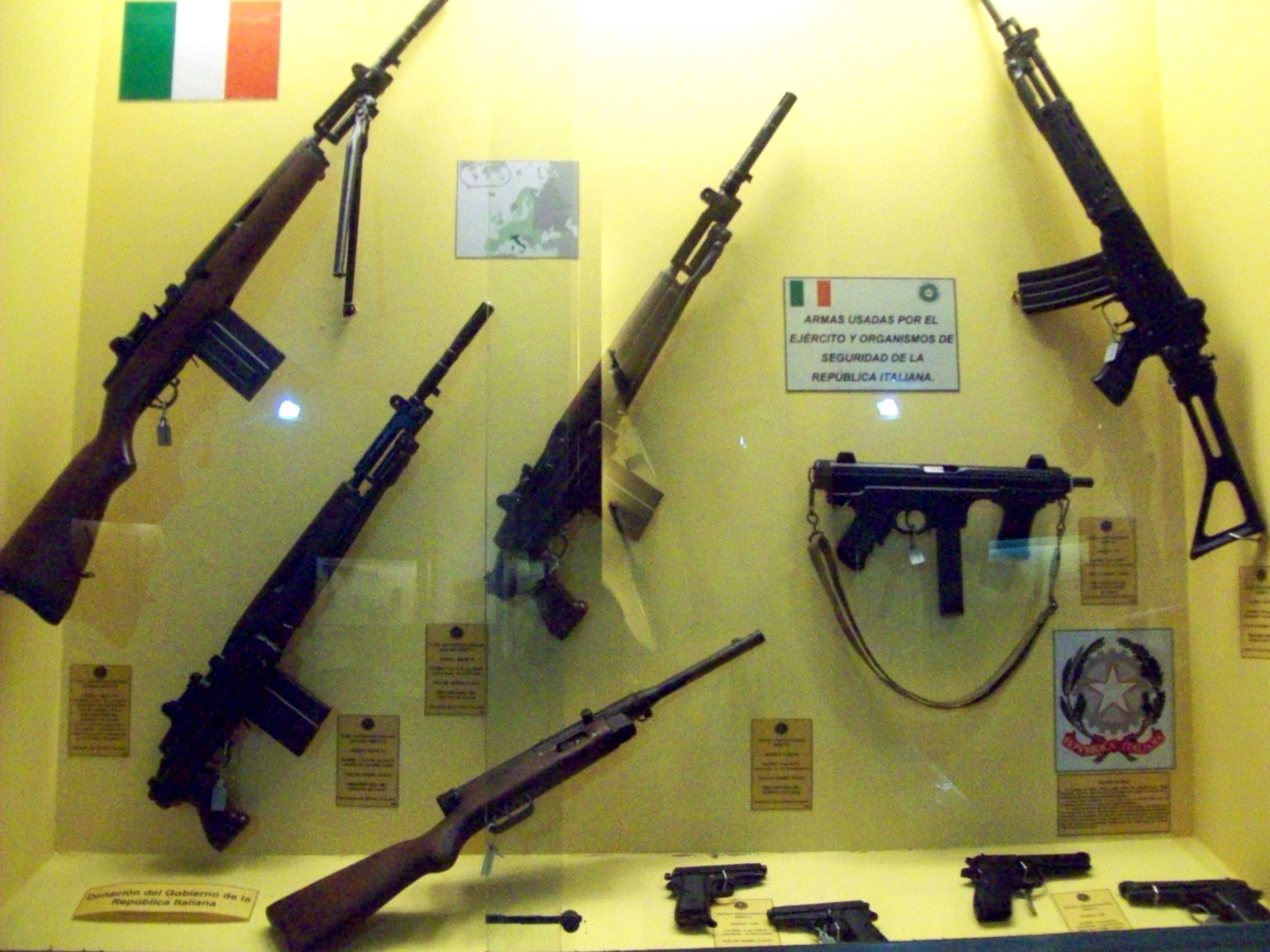
Une partie de la gamme militaire de Beretta : les BM 59 sont en haut à gauche (collection du Museo de Armas de la Nación de Bueno Aires en Argentine.

Après la Seconde Guerre mondiale, Beretta commence à produire sous licence le M1 Garand afin de rééquiper l’armée italienne. Dans les années 1950, la firme développe un nouveau fusil basé sur le M1, auquel est ajouté un magasin détachable, un sélecteur de tir et un lance-grenade. Cette arme prend le nom de BM-59 et entre en service dans l’armée italienne en 1962.
Outre l’Italie, le BM-59 est fabriqué aussi sous licence à l’Arsenal de Fès au Maroc, en Indonésie et au Nigeria, dont l’armée l’adopte en 1963.

## Utilisateurs
Il a été vendu aux armées des pays suivants :
- Algérie
- Argentine Marine argentine
- Bahreïn
- Éthiopie
- Italie :   
  - Esercito Italiano (armée de terre)
  - Marina Militare Italiana (Marine)
  - Aeronautica Militare Italiana (Force aérienne)
  - Arma dei Carabinieri (Gendarmerie)

Connu comme Il Fal, le BM-59 y est remplacé par le AR 70/90 en 1990. La Guardia di Finanza l'utilisa aussi.
- Indonésie
- Libye
- Maroc
- Nigeria
- Saint-Marin

Certaines armées ont utilisé des BM 59 pris sur l'ennemi :
- Biafra : BM 59 ex-nigérians
- Érythrée : BM 59 ex-éthiopiens

## Variantes

### Variantes militaires

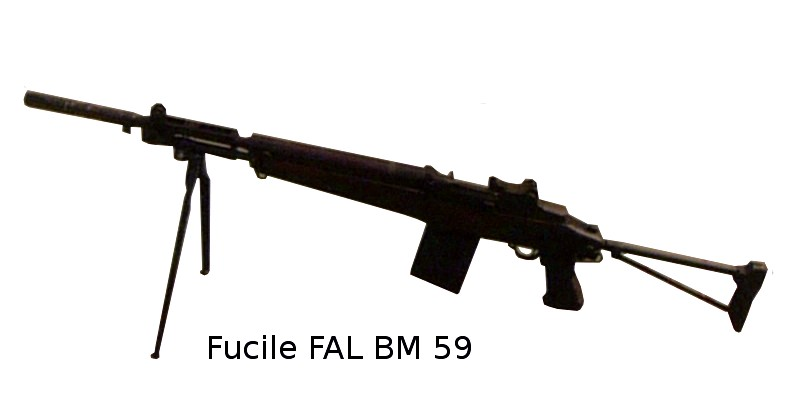
La version pour paras : le BM-59 mark Ital Para.

La fabrique d'armes Beretta a fabriqué environ 120 000 BM 59 entre 1959 et 1969 pour équiper les militaires italiens sous la forme des :
- BM-59 mark Ital :  réservé aux fantassins,  est muni d'un  cache-flamme/manchon lance-grenade et d'un bipied réglementaire. Le fusil  BM-59 mark Ital était réglementaire chez les Bersaglieri  durant la Guerre froide.
- BM-59 mark Ital Para : Mk Ital muni d'un  cache-flamme/manchon lance-grenade amovible et d'une crosse repliable latéralement réglementaire en Italie.
- BM-59 mark Ital Alpini : Mk Ital muni d'un  cache-flamme/manchon lance-grenade standard et d'une crosse repliable latéralement réglementaire en Italie.
- BM-59 mark I : version standard réservé à l'exportation. C'est un  Mark Ital simplifié sans   cache-flamme/manchon lance-grenade ni bipied réglementaire.
- BM-59 mark II : C'est un Mark I munie d'une poignée-pistolet. À l'origine de la version nigériane.
- BM-59 mark III :
- BM-59 mark IV : version standard muni d'une poignée pistolet, d'un bipied et d'un canon lourd réservée à l'exportation. Destiné à servir de fusil-mitrailleur.

### Variantes civiles
Beretta a également créé une version civile du BM-59, le BM-62. Le BM-62 est très proche du modèle d’origine, les principales différences étant qu’il ne peut tirer qu’en semi-automatique et que le cache-flamme est remplacé par une version plus simple ne pouvant tirer de grenade. Avec un prix de vente de près de mille dollars en 1983, le BM-62 est une arme assez coûteuse qui n’a été vendue qu’en nombre limité.

### Caractéristiques techniques
| Modèle              | BM-59                         | BM-62                           |
| ------------------- | ----------------------------- | ------------------------------- |
| Longueur (mm)       |                               |                                 |
| Masse à vide (kg)   |                               | 3,95                            |
| Fonctionnement      |                               | Rechargement par emprunt de gaz |
| Modes de tir        | automatique, semi-automatique | semi-automatique                |
| Longueur canon (mm) |                               | 448                             |
| Cartouche           | 7,62 × 51 mm OTAN             | .308 Winchester                 |
| Alimentation        |                               | 20 cartouches                   |